# Dachwehr

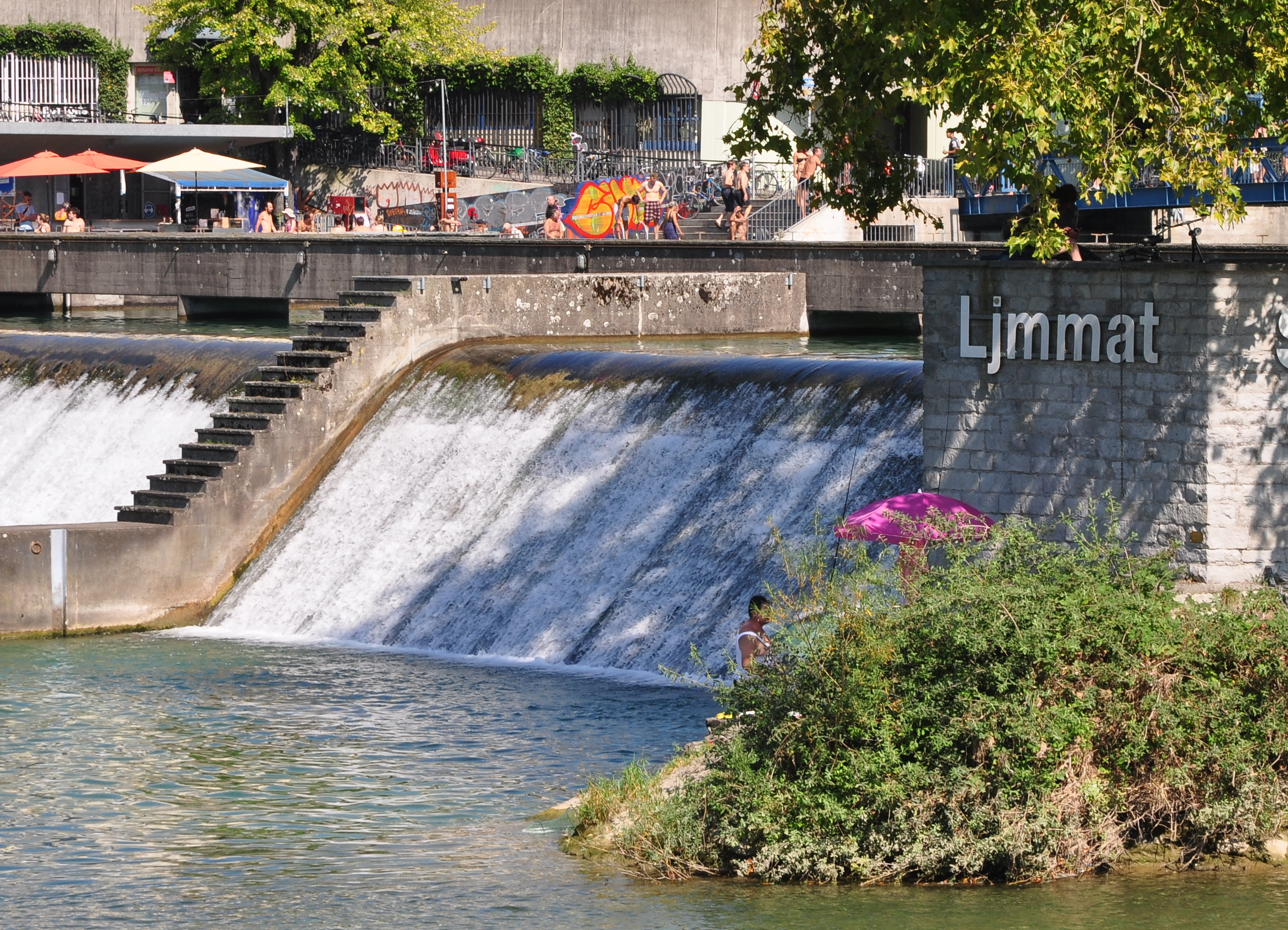
Dachwehr der Regulierung des Zürichsees beim Letten

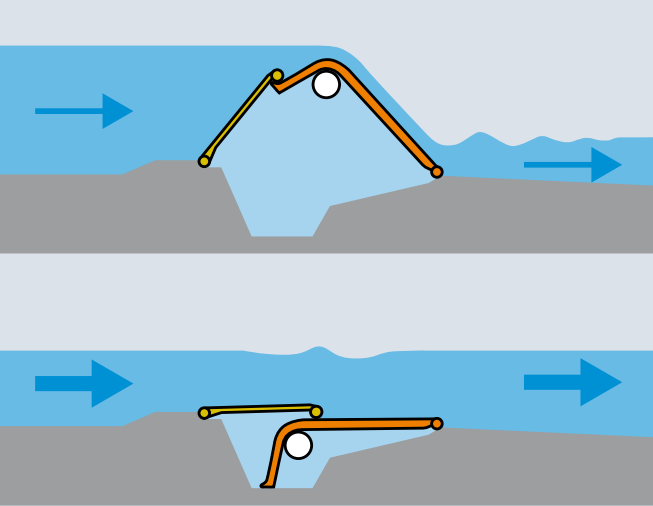
Oben: Wehr in gehobener Stellung, unten: Wehr in gesenkter Stellung

Das Dachwehr (auch: Doppelklappenwehr, Bärenfalle) gehört zu den beweglichen Wehren mit überströmbarem Verschluss.

## Funktion
Ein Dachwehr besteht aus einer Unter- und einer Oberklappe, die drehbar am Flussgrund gelagert sind. Die Oberklappe überlappt die Unterklappe. Ein Schwimmkörper unter der Unterklappe reguliert die Höhenlage der Unterklappe abhängig vom Wasserstand im Raum zwischen Ober- und Unterklappe. Das Wehr lässt sich ohne motorischen Antrieb verstellen, indem mehr oder weniger Wasser in den Raum unter den Klappen geleitet wird. Zu diesem Zweck wird zum Heben des Wehres Wasser aus dem Oberwasser entnommen und zum Senken des Wehres dieses wieder in das Unterwasser abgelassen.

## Beispiele
- Wehr bei Göstling▼ des Kraftwerk Opponitz
- Wehr▼ des Flusskraftwerk Tübinger Straße, größtes Dachwehr Europas[2]
- Lettenwehr▼ zur Regulierung des Zürichsees
- Wehr▼ am Ausfluss des St. Moritzersee (Kraftwerk Islas)
- Wehr▼ Kraftwerk Wildegg-Brugg bei Schinznach-Bad